# Teffi
Teffi, rus: Тэ́ффи (21 de maig [C.J. 9 de maig] de 1872, Sant Petersburg - 6 d'octubre de 1952, París) fou una escriptora i humorista russa. Teffi era el pseudònim de Nadejda Aleksàndrovna Lókhvitskaia, rus: Наде́жда Алекса́ндровна Лoхви́цкая i, després del seu matrimoni, Nadejda Aleksàndrovna Butxínskaia, rus: Бучи́нская. Fou un dels autors destacats de la revista Satirikon amb Arkadi Avértxenko. El seu any de naixement oscil·la entre 1871 i 1876, tot i que estudis més recents suggereixen el maig de 1872. La germana de Teffi, Mirra Lókhvitskaia (1869–1905), fou una destacada poetessa russa.

## Biografia
Teffi va néixer en una família de classe benestant. El seu pare, advocat i erudit, era una personalitat destacada en la societat de Sant Petersburg. La seva mare era d'origen francès, amant de la poesia i familiaritzada amb la literatura russa i europea. Teffi es va introduir per primera vegada a la literatura quan, de jove, va llegir La infantesa i L'adolescència de Lev Tolstoi i les obres de ficció d'Aleksandr Puixkin. La seva pròpia poesia publicada va aparèixer al setmanari El nord, rus: Север Séver, el 1901 amb el seu nom complet. es tractava d'un poema titulat "Vaig tenir un somni, boig i bell ...", rus: Мне снился сон, безумный и прекрасный….
El 1905, les seves històries es van publicar en un apèndix a la revista Niva.
En els anys que envoltaven la Revolució Russa de 1905, va publicar històries amb notícies polítiques contra el govern tsarista.

En una resposta a un qüestionari enviat als escriptors el 1911, Teffi va dir el següent sobre la seva primera obra literària:
| « | L'element d'observació dominava la meva fantasia. M'agradava dibuixar caricatures i escriure versos satírics. El meu primer treball publicat va ser escrit sota la influència d'Txékhov. | » |

Teffi es va casar amb Vladislav Butxinski, advocat i jutge polonès, però es van separar el 1900. La parella va tenir dues filles i un fill junts. Va ser col·laboradora de la primera revista bolxevic Novaia Jizn, en la qual el consell editorial incloïa escriptors com Maksim Gorki i Zinaïda Guíppius. El seu millor treball aparegué a la revista Satirikon i al popular diari Rússkoie Slovo (Russian Word). A Rússia va publicar nombroses col·leccions de poesia i narracions breus, i diverses obres de teatre. Va utilitzar per primera vegada el pseudònim "Teffi" amb la publicació el 1907 de la seva obra teatral El tema de la dona, rus: Женский вопрос. Va proporcionar dues explicacions diferents del nom; que se li va suggerir amb relació a un amic el criat del qual l'anomenava "Steffi" (derivat de Stepan), o que provenia de la cançó infantil en anglès "Taffy was a Welshman/Taffy was a thief" (Taffy era un gal·lès, Taffy era un lladre). Una altra possible font és l'obra de l'escriptora anglesa Edith Nesbit, amb qui estava familiaritzada Nadejda Lókhvitskaia. Al conte "The deliverers of their country", l'heroïna era una noia anomenada Effie.
Inicialment partidària de la Revolució d'Octubre, va quedar ràpidament desencantada amb els bolxevics i el 1919 va sortir de Sant Petersburg, i amb el pretext d'una gira teatral, va viatjar amb un grup d'actors a través de Rússia i Ucraïna, aconseguint finalment la seguretat a Istanbul. El 1920 es va establir a París i va començar a publicar les seves obres als diaris russos. A l'exili, va escriure un relat viu de la seva fugida de la Unió Soviètica a través del caos de la Guerra Civil Russa (Memòries, 1928–1930) i va publicar diverses col·leccions de narracions i poemes i la seva única novel·la Una novel·la d'aventura, rus: Авантюрный роман (1932). La crítica Anastàsia Txebotarevskaia va comparar les històries de Teffi, que va dir que eren "molt benèvoles pel seu to elegíac i profundament humanitari en les seves actituds", amb les millors històries d'Anton Txékhov. Teffi és enterrada al Cementiri rus de Sainte-Geneviève-des-Bois a França.

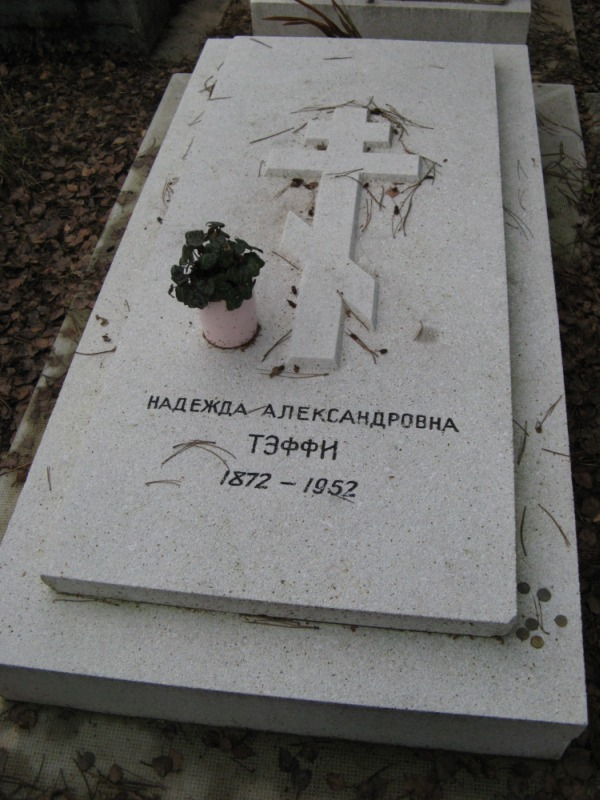
Làpida de la tomba de Teffi

El 2018 es va publicar la biografia d'Edythe Haber sobre Teffi, la primera obra d'aquest tipus en qualsevol idioma.